# Jonnes
Jonnes (* 31. Juli 1992 in Kaltenkirchen; eigentlich: Jonathan Vennemann-Schmidt) ist ein deutscher Sänger und Songwriter aus Ludwigsburg.

## Leben
Jonnes wuchs am Stadtrand Berlin, in dem Ort Woltersdorf als jüngstes Kind von fünf Geschwistern auf. Aufgrund seiner unleserlichen Handschrift im Alter von elf Jahren schickten ihn seine Eltern zum Gitarrenunterricht. Sie waren in der Hoffnung, dass sich durch das feinmotorische Greifen der Saiten seine Handschrift verbessern würde. Jonnes entdeckte seine Leidenschaft für die Musik und es folgten einige Schüler-Bands und erste Gehversuche im Songwriting. Erster Höhepunkt seiner Musiker-Laufbahn, war 2010 ein Auftritt in Kiel im Vorprogramm von Johannes Oerding.  Von 2011 bis 2015 folgte ein Studium für evangelische Theologie am Theologischen Seminar Rheinland in Wölmersen. In dieser Zeit spielte er 30–40 Konzerte und etablierte sich schnell zum Geheim-Tip in der christlichen Musikszene.
2017 nahm er mit dem Produzenten Thomas Eifert das Album Unfassbar Nah auf, welches im August 2018 bei dem Musiklabel Gerth Medien erschien.
im Jahr 2020 nahm Jonnes an der Jubiläumsstaffel der Gesangs-Castingshow The Voice of Germany teil, und schaffte es im Team von Mark Forster bis in die Sing Offs (Viertelfinale) der Show. Jonnes sang in den Blind Auditions Schweigen ist Silber von Philipp Poisel. In den Battles setzte er sich durch mit dem Lied Zuhause von Adel Tawil und in den Sing Offs sang er das Lied Auf anderen Wegen von Andreas Bourani.
Gemeinsam mit dem Spoken-Word Künstler Marco Michalzik, betreibt Jonnes den Podcast Art & Weise. Hier tauschen sich die beiden über die Themen Kunst, Spiritualität und Glaube aus und der Podcast zählt 1500–2500 Hörer pro Folge. Er erscheint alle zwei Wochen.

## Diskografie
| Jahr | Titel             | Anmerkung                            |
| ---- | ----------------- | ------------------------------------ |
| 2018 | Unfassbar Nah     | Erstveröffentlichung 24. August 2018 |
| 2021 | Hoffnungshysterie | Erstveröffentlichung 11. Juni 2021   |
| 2023 | Psalm 2022        | 13. Oktober 2023                     |

| Jahr | Titel                        | Regisseur       |
| ---- | ---------------------------- | --------------- |
| 2018 | Ich bin bald da              | Jonas Michalzik |
| 2018 | Jeder Sturm & jeder Wind     | Jonas Michalzik |
| 2018 | Größer                       | Jonnes          |
| 2021 | Trotzdem (Hoffnungshysterie) | Jaira Peyer     |
| 2021 | Ich geh lieber Schlafen      | Jonas Michalzik |